# Pristimantis esmeraldas
Pristimantis esmeraldas är en groddjursart som först beskrevs av Juan M. Guayasamin 2004.  Pristimantis esmeraldas ingår i släktet Pristimantis och familjen Strabomantidae. IUCN kategoriserar arten globalt som otillräckligt studerad. Inga underarter finns listade i Catalogue of Life.